# Prostitución en Nimega

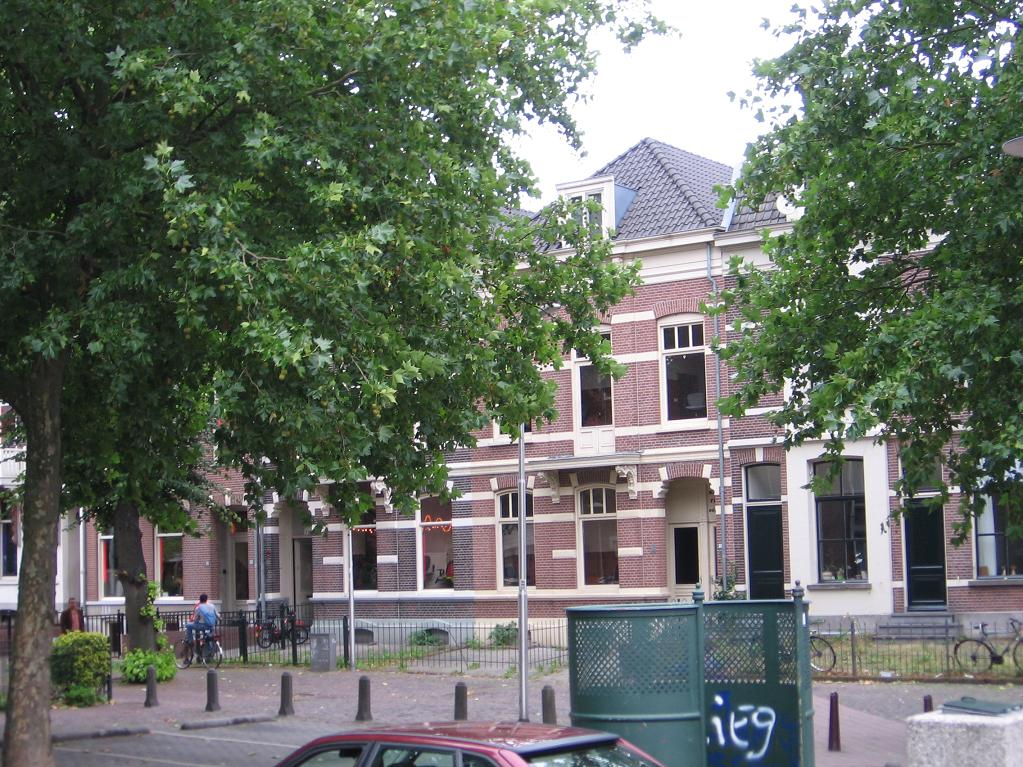
Zona del Nieuwe Markt, área de prostitución de ventana en la ciudad.

La prostitución en los Países Bajos es legal y está regulada. Otras operaciones, como operar o regentar un burdel, también son legales en el país. El barrio rojo de Ámsterdam, ubicado en dicha ciudad, es el barrio rojo más reconocido a nivel mundial, siendo un destino para el turismo sexual internacional.
No obstante, el de Ámsterdam no es el único del país. Otra ciudad en el que la prostitución está presente es Nimega, la mayor ciudad de la provincia de Güeldres, localizada al este del país y muy próxima a la frontera con Alemania. Distingue dos tipos de prostitución principal: la callejera y la prostitución de ventana.

## Prostitución de ventana
La prostitución de escaparate en Nimega tiene lugar en Nieuwe Markt, que se encuentra al norte de Kronenburgerpark. En esta zona, los negocios de prostitución solo pueden ubicarse en las parcelas Nieuwe Markt 24 a 40 (números pares), donde se da un máximo de 70 habitaciones. Este número se había reducido a 14 en un solo local a finales de 2018.

## Prostitución callejera
Una parte de Nieuwe Marktstraat ha sido designada zona de prostitución callejera. El área solo puede ser usada durante unas horas concretas al día, entre las 20 horas de un día a las 2 de la madrugada del día siguiente. Nieuwe Marktstraat se encuentra al oeste de Kronenburgerpark.

### Años 1970 y 1980
En los años 1970, Kronenburgerpark era el lugar de encuentro entre clientes y prostitutas. Esta tónica cambió en los años 1980, cuando las prostitutas dejaron de entrar en el parque a pie y siguieron conduciendo. Los automovilistas circulaban por el triángulo conformado por Kronenburgersingel, Stieltjesstraat y Vredestraat.
Este fenómeno inspiró la canción Kronenburg Park (Ga die wereld uit), de 1985, del grupo neerlandés Frank Boeijen Groep. En esta canción, Boeijen se dirigía a una antigua compañera de clase a la que reconoció para su sorpresa y dolor cuando la vio de pie al pasar con el coche por la zona de marcha callejera de Kronenburg Park y se dio cuenta de que se había convertido en una prostituta adicta a la heroína: «Sal de ese mundo, déjalo. O al menos deja esa heroína».

### Década de 1990
A principios de los años 1990, el paso entre Stieltjesstraat y Vredestraat quedó cerrado con bolardos. Los automovilistas iban y venían por Vredestraat y pasaban por delante del parque, doblando por debajo de la oficina de Hacienda. Aquello se convirtió entonces en el lugar para callejear. Las prostitutas podían agacharse si oían las sirenas de los coches de policía. Más tarde, la entrada a Vredestraat se estrechó, lo que provocó una fuerte disminución del número de coches, ya que ahora los automovilistas tenían que mirarse unos a otros y utilizar señales manuales para indicar quién podía adelantarse.
En 1992, el ayuntamiento prohibió circular por la calle Vredestraat, y en 1993 habilitó una zona de finalización en Nieuwe Marktstraat, junto al terraplén del ferrocarril. Sin embargo, en la década de 1990, la ciudad en torno a Kronenburgerpark y Stieltjesstraat experimentó molestias -no especificadas en las fuentes consultadas- en relación con los paseantes callejeros.

### Nieuwe Marktstraat
En 2000, el ayuntamiento abrió una zona para peatones callejeros en Nieuwe Marktstraat, cerca de la jefatura de policía. Además, se transformó un cobertizo de esa calle y se habilita como zona de remate. Este cobertizo abrió sus puertas el 9 de octubre de aquel año, con personal de seguridad vigilando el orden, la seguridad y la higiene. Tanto la zona de paso como el cobertizo de acabado estaban abiertos de 20:00 a 02:00 horas. Los objetivos de estas medidas eran reducir las molestias y atender a las prostitutas. Para ambos objetivos, la zona de prostitución callejera resultó ser eficaz.

### Discreción y limitación de horarios
En la primavera de 2004, se construyó un carril bici por encima del cobertizo de acabados, que ofrecía una vista de lo que ocurre en el área. Según algunos, esto afecta al carácter discreto y anónimo de la prostitución en la zona de paso. Tras una evaluación en la primavera de 2005, el ayuntamiento decidió mantener abierta la zona y reducir el horario de apertura en dos horas por día.

### Obligación de registrarse
En 2007 se produce una gran afluencia de prostitutas procedentes de Europa del Este, lo que aumenta la competencia y provoca que las prostitutas empiecen a ejercer la prostitución también fuera de la zona, lo que a su vez causa molestias. Por este motivo, el ayuntamiento introdujo la obligación de registrarse en otoño de 2007. Sólo las prostitutas que, en ese momento, habían ejercido en la zona durante los dos años anteriores obtienen una licencia para seguir trabajando allí. Esto resulta ser de buena ayuda para luchar de nuevo contra las molestias.

### Política de extinción
A finales de 2008, se constató que 37 prostitutas trabajaban en la zona de prostitución callejera de forma registrada; tres cuartas partes de ellas eran adictas a sustancias. A principios de 2009, el Ejecutivo municipal pretendía no ampliar la posibilidad, muy limitada hasta entonces, de trabajar en la zona con licencia, optando deliberadamente por una especie de «política de extinción». Además, pretendía adoptar una «política activa de salida» para las prostitutas que trabajaban allí: «separar a las señoritas de sus traficantes y proxenetas, y alojarlas en pequeños centros de acogida» y «ayudarlas a construir una nueva vida».